# Gavdos
Gavdos (griechisch Γαύδος (f. sg.)) ist eine griechische Insel und Gemeinde (Δήμος, Dimos) im kretischen Regionalbezirk Chania und gilt geografisch als südlichste Insel Europas. Die Inselgemeinde hat 142 Einwohner (nach der Volkszählung 2021) und ist damit die kleinste Gemeinde Griechenlands. Verwaltungssitz ist der Ort Kastri.

## Geografie

### Geografische Lage

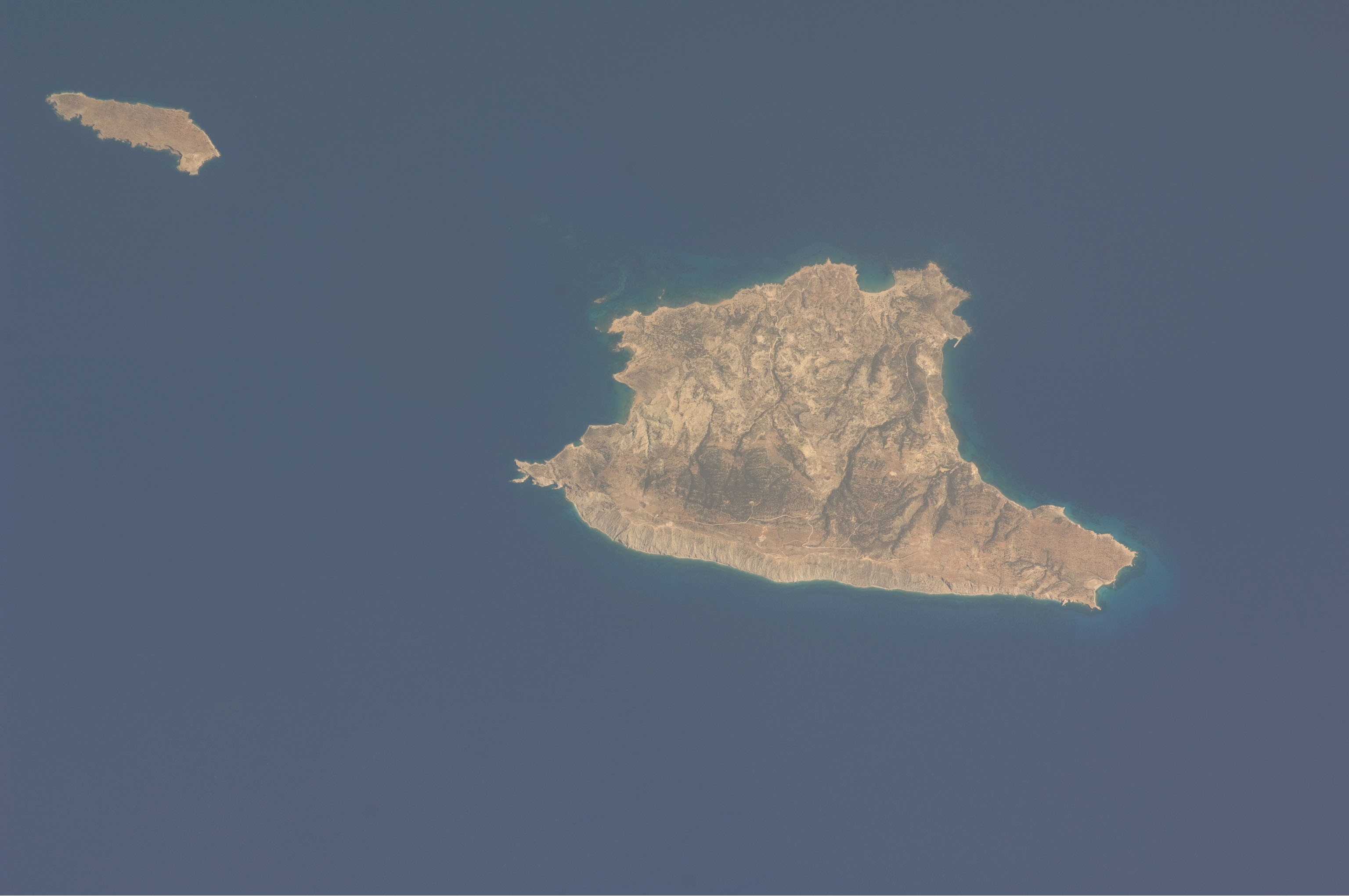
Gavdos und Gavdopoula aus knapp 340 km Höhe

Die Insel Gavdos liegt 34,9 km südlich von Kreta im Libyschen Meer und ist damit geografisch gesehen die südlichste Insel Europas. Zusammen mit ihrer unbewohnten kleineren Schwesterinsel Gavdopoula bildet sie die südlichste griechische Gemeinde. Die geringste Entfernung zur afrikanischen Nordküste beträgt 260 Kilometer. Die Kanarischen Inseln oder die französischen Übersee-Départements liegen zwar, ebenso wie Kap Gata auf Zypern, weiter südlich, werden aber nur politisch, nicht geografisch oder plattentektonisch zu Europa gezählt. Die Insel misst in Nordwest-Südost-Ausdehnung 9,48 und in der Breite 5,45 Kilometer. Ihre Fläche beträgt rund 33 Quadratkilometer. Die höchste Erhebung auf Gavdos erreicht eine Höhe von 368 Metern.

### Orte der Inselgemeinde

#### Kastri

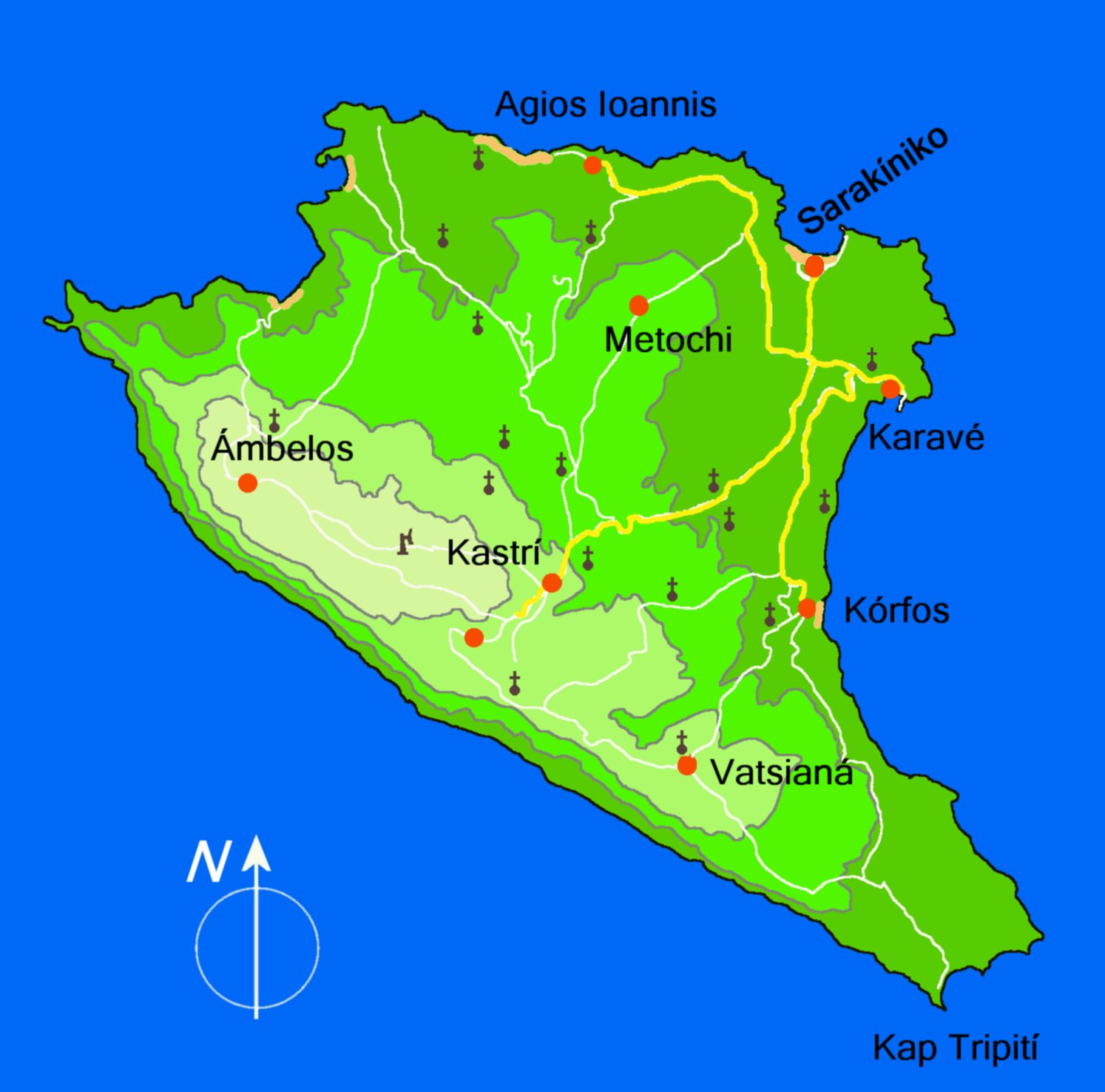
Übersichtskarte von Gavdos

Kastri (Καστρί), der Hauptort der Insel, zählt weniger als 40 Einwohner. Es gibt eine Poststation, eine medizinische Station, eine Volksschule und das Verwaltungsbüro der Gemeinde Gavdos. Kastri liegt auf 220 Meter Höhe. Eine asphaltierte Straße verbindet das Dorf mit dem Hafen Karave und mit Sarakiniko.

#### Sarakiniko
Sarakiniko (Σαρακινικό) ist eigentlich kein ursprüngliches Dorf, sondern ein in jüngerer Zeit locker bebauter Strand. Es ist trotzdem die bekannteste Örtlichkeit der Insel. Hier befinden sich die meisten Tavernen und Bars, es gibt einen Lebensmittelladen und Telefon, sogar einen Auto- und Rollerverleih. Der Name des Strandes leitet sich vermutlich von griechisch σαρακηνικός (sarazenisch) ab und verweist auf eine ehemalige Besiedlung durch Sarazenen oder die Nutzung der Bucht als Ankerplatz durch dieselben. Die flach abfallende Bucht wird von einem breiten Dünenstreifen umsäumt, der vor allem mit Wacholderbäumen und Thymianbüschen in einer dem Sandgrund angepassten Wuchsform bewachsen ist.

#### Ambelos
Ambelos (Άμπελος) liegt im Westen der Insel auf 300 Meter Höhe und ist die höchstgelegene Siedlung der Insel.

#### Vatsiana

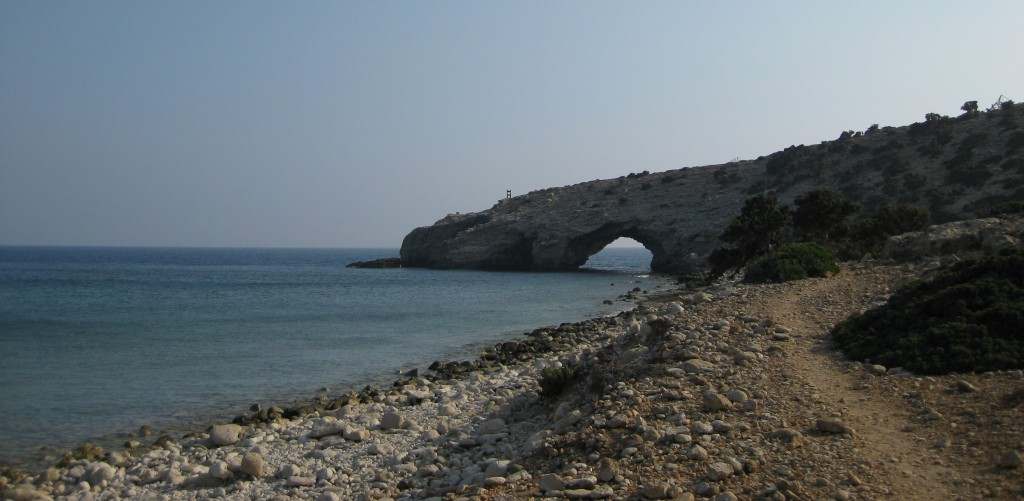
Kap Trypiti, der südlichste Punkt Europas

Der Ort Vatsiana (Βατσιανά) im südöstlichen Teil der Insel hatte im Jahr 2011 31 Einwohner, 1950 waren es noch 100. Der Priester der Inselgemeinde betreibt dort neben einem kleinen Kafenio ein volkskundliches Museum, in dem er mit Gebrauchsgegenständen und Schriftstücken die Vergangenheit des Inselalltags aufzeigt.  In Vatsiana beginnt der ca. vier Kilometer lange Schotterweg, der zum Kap Trypiti (Ακρωτήρι Τρυπητής) führt, dem südlichsten Punkt Europas. Seine Nähe zum Kap macht Vatsiana zur südlichsten Ortschaft Europas.

#### Metochi
(Μετόχι)

### Naturraum
Gavdos wurde zusammen mit Gavdopoula als Natura 2000 Schutzgebiet mit dem Namen Nisoi Gavdo kai Gavdopoula (Νήσοι Γαύδος και Γαυδοπούλα) ausgewiesen.

#### Flora und Vegetation

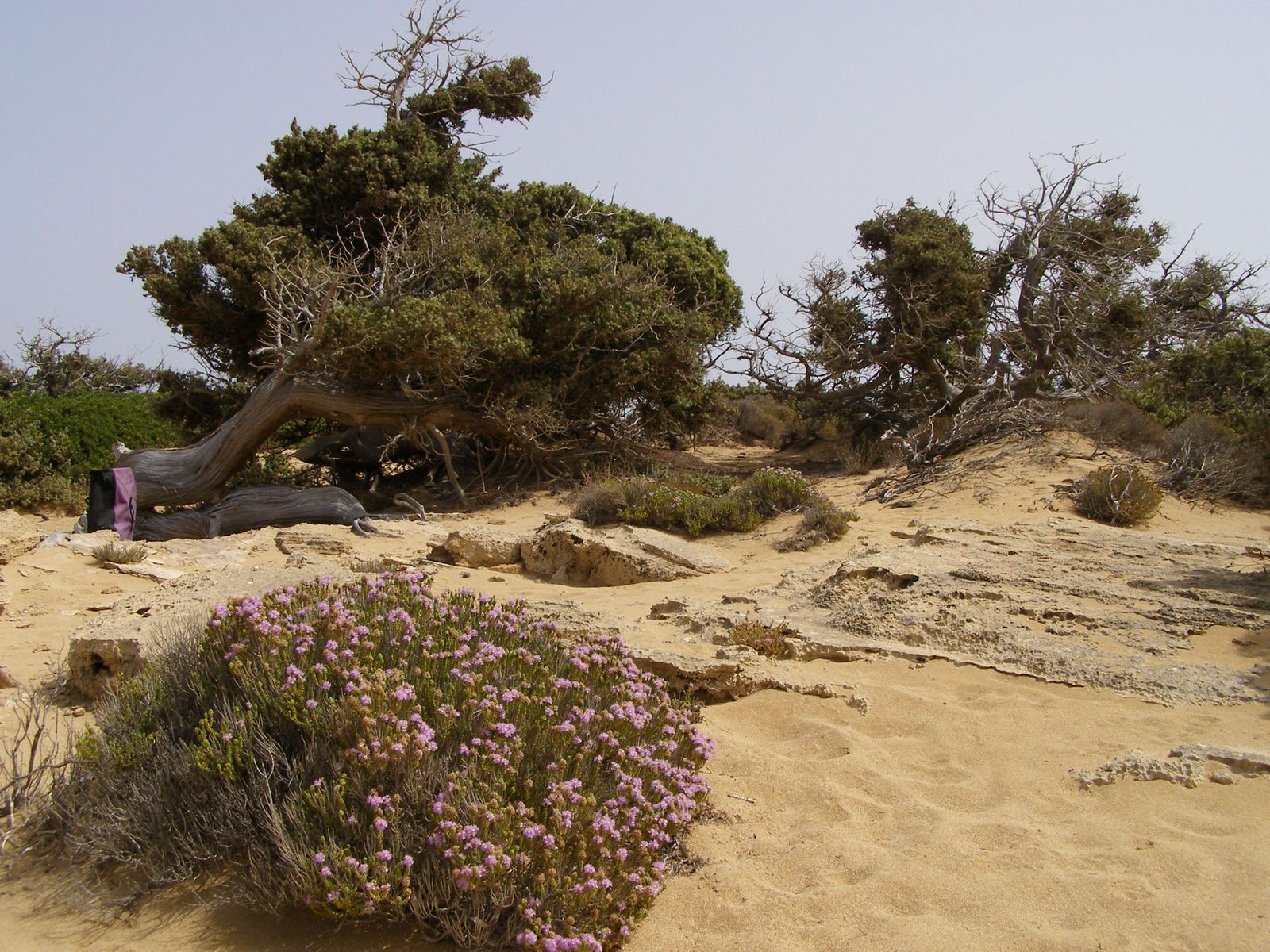
Strandvegetation auf Gavdos
Im Vordergrund blühend Kopfthymian, die Bäume dahinter Großfrüchtiger Zedern-Wacholder

Unter den 457 bisher auf Gavdos festgestellten Farn- und Samenpflanzen ist eine in Nordafrika vorkommende Art (Schöner Wasserstern Callitriche pulchra), die allein auf Gavdos einen Vorposten auf der Nordseite des Mittelmeeres bildet (daneben gibt es weitere Arten, die sowohl auf Gavdos als auch auf den anderen südlich vorgelagerten Inseln vorkommen) sowie eine endemische Art, das unscheinbare, etwa 10 Zentimeter groß werdende Gavdos-Hasenohr (Bupleurum gaudianum).
Verglichen mit anderen griechischen Inseln oder auch mit großen Teilen Kretas erscheint Gavdos ausgesprochen grün, die Insel ist zu großen Teilen bewaldet. Es überwiegt die Kalabrische Kiefer (Pinus brutia), daneben Phönizischer Wacholder (Juniperus phoenicea) und meist in Küstennähe, gelegentlich auch im Inselinneren Großfrüchtiger Wacholder (Juniperus macrocarpa). Diese auch See-Wacholder genannte Art bildet auf der Insel eindrucksvolle, bis zwölf Meter hohe Baumgestalten. Sie kommt auch auf Kreta verstreut in Küstennähe vor, bleibt dort aber strauchförmig. Nur noch auf der Insel Chrysi kommen ähnliche baumförmige Exemplare in größeren Beständen vor. Die baumbewachsenen Sanddünen bieten einen faszinierenden Anblick. Auch der südlichste Baum Europas nahe dem Kap Trypiti gehört dieser Art an.
Der auffallend starke Baumbewuchs hat sich erst in den letzten 150 Jahren entwickelt und bildet einen Sekundärwald. Zeitzeugen im 19. Jahrhundert beschreiben Gavdos als ausgesprochen kahl mit nur vereinzelten Bäumen. Fast ganz Gavdos ist terrassiert, ein Zeichen dafür, dass der Boden in Zeiten stärkerer Besiedelung Kulturland war. Der für die ostmediterrane Phrygana typische Kopf-Thymian (Thymbra capitata) wächst auf den sandigen Stränden in einer den Sandverwehungen angepassten Wuchsform mit deutlich längeren Ästen.

#### Fauna
Auf Gavdos wurden sechs Reptilien-Arten nachgewiesen. Darunter sind die beiden Gecko-Arten Europäischer Halbfinger (Hemidactylus turcicus) und Ägäischer Nacktfinger (Mediodactylus kotschyi kalypsae), wobei letzterer das häufigste Reptil der Insel darstellt. Schildkröten sind mit der Westkaspischen Schildkröte (Mauremys rivulata) und der Maurischen Landschildkröte (Testudo graeca) vertreten und Schlangen mit den Arten Europäische Katzennatter (Telescopus fallax pallidus) und Balkan-Zornnatter (Hierophis gemonensis). Erstere kommt nur auf Kreta und den südlich davon gelegenen Inseln vor. Ungewöhnlich ist das Fehlen von Eidechsen.

### Klima
Das Klima auf Gavdos ist ausgesprochen mediterran/maritim. Die Winter sind milder und trockener als auf Kreta, die Regenmenge ist kleiner, dafür sind die sommerlichen Hitzewellen weniger ausgeprägt.

## Geschichte

### Urgeschichte
Archäologische Untersuchungen zeigten seit 1990, dass die Besiedlung der Insel sehr viel früher als angenommen begonnen hat. So reichen, wie ein Faustkeil belegt, der bei Sarakiniko (site 64A) entdeckt wurde, die Artefakte heute etwa 200.000 bis 120.000 Jahre zurück. Weitere Funde, wie der Cleaver von Kavos Tsargoulio (site 27), stützen die Annahme dieser frühen Besiedlung. Als bedeutendste Fundstätte gilt Agios Pavlos-Fetifes (site 26E), wohl eine Stätte, an der regelmäßig Werkzeuge hergestellt wurden. Die ältesten paläolithischen Artefakte sind die dortigen Abschläge und Kerne.
Ebenfalls in Agios Pavlos, aber auch in Vatsiana und Kavos, ließen sich die sehr viel häufiger aufzufindenden Artefakte des Mittelpaläolithikums belegen, hier der frühen Phase (vor 120.000 bis 75.000 Jahren). Sie weisen eine gelblich-weiße Patina auf. Neben dem lokalen Feuerstein könnte es sich um solchen von Kreta handeln. Die späteren Artefakte bestehen nicht mehr aus grauem Chert wie die altpaläolithischen, sondern ebenfalls aus schwarzem Feuerstein. Sie werden einer Moustérien-Industrie zugeordnet, mithin der Zeit zwischen 75.000 und 50.000 vor heute, und weisen eine weiße Patina auf. In Agios Pavlos waren 34 der 57 Fundstücke aus Quarz gefertigt.
Aus dem Jungpaläolithikum und dem Mesolithikum – damit aus der Epoche unserer unmittelbaren Vorfahren – liegen deutlich weniger Funde vor. Nur ein einziger Schaber oder Abschlag lässt sich dem Aurignacien zuordnen. Rückenmesser aus dem Gravettien ließen sich nur durch wenige Exemplare belegen, wie in Kavos oder Kefala. Ähnliches gilt für Stücke aus dem Epigravettien. Etwa 14.000 bis 10.000 Jahre alt sind einige Artefakte aus Agios Pavlos, auch sie weiterhin aus schwarzem Feuerstein gefertigt. Die dortigen Mikrolithen, die sich auch in Siopata-Metochi fanden, werden in das 11. Jahrtausend datiert. Auf diese Datierung weisen auch Werkzeuge mit Anzeichen bestimmter Schlagtechniken hin. Als einziger Beleg für eine Besiedlung auch im Mesolithikum gilt eine Pfeilspitze aus dem 8./7. Jahrtausend v. Chr.

### Minoer, das mythische Ogygia, Gortyn
Gavdos könnte in das Verteilungssystem von Gütern und Leistungen integriert gewesen sein, das die sogenannte „Palastwirtschaft“ des bronzezeitlichen Kreta, die Minoische Kultur kennzeichnete. Dabei stammten einige bedeutende Güter von der Insel, wie etwa Meersalz, vielleicht Holz, metallhaltiges Erz, bestimmte für den Haus- und Tempelbau gesuchte Steinarten (S. 97).
Laut einer verbreiteten Vorstellung soll Gavdos die Insel Ogygia gewesen sein, auf der die Nymphe Kalypso den homerischen Odysseus für sieben Jahre festhielt. Bereits Kallimachos setzte im 4. Jahrhundert v. Chr. Ogygia mit der Insel Gaudos gleich. Es sind allerdings Zweifel aufgekommen, ob Kallimachos tatsächlich Gavdos meinte oder die Insel Gozo bei Malta. Der verbreitete Mythos spiegelt sich bis heute in der Namensvergabe für Tavernen und Unterkünfte, welche sich fast ausschließlich aus dieser Episode der homerischen Dichtung speist.

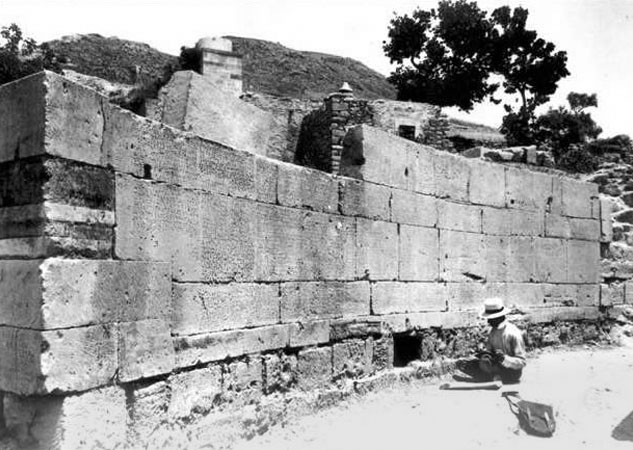
Federico Halbherr beim Studium des Stadtrechts von Gortyn

Mit Gortyn im zentralen Südkreta bestand (nach einer von Federico Halbherr 1897 publizierten Inschrift) Ende des 3./Anfang des 2. Jahrhunderts v. Chr. eine vertragliche Abmachung, nach der Abgaben der Inselbewohner auf Handelsgüter für Apollon Pythios fällig wurden. Die Bewohner behielten darin ihre politische Freiheit, doch in der Außenpolitik banden sie sich an Gortyn, dem sie auf Wechselseitigkeit Waffenhilfe zu leisten hatten. Auch lieferten sie die wichtigsten Produkte der Insel, nämlich Salz und Wacholderbeeren. 1899 untersuchte Gaetano De Sanctis die Insel erstmals unter dem Blickwinkel der Archäologie, eine zweite Untersuchung erfolgte auf Initiative Halbherrs mit Unterstützung De Sanctis’ vom 13. bis 19. August 1925 durch Doro Levi und Antonio Maria Collini. Ihre Reisenotizbücher (taccuini) wurden allerdings erst 1997 veröffentlicht (S. 351–373). Sie liefern neben zahlreichen archäologischen Hinweisen und den ersten Fotografien der Insel auch seltene Einblicke in das Leben der 45 Familien auf der Insel im frühen 20. Jahrhundert. Dies gilt vor allem für Collinis Aufzeichnungen. Die beiden entdeckten Befestigungen, Nekropolen (Lavrakás, Kaporí, Sellakia) und weitere Inschriften, etwa aus hellenistischer Zeit. Am Kap Chora im Nordosten entdeckten sie zudem Überreste einer venezianischen Festungsmauer (S. 376).

### Römerreich, Byzanz, Islamisches Kreta
Gavdos war auch für das Römische Reich von Bedeutung. Zu dieser Zeit wurde die Vegetation der damals Clauda genannten Insel übermäßig ausgebeutet, was einen Verkarstungsprozess in Gang setzte, der bis heute andauert. Vor Gavdos soll außerdem der Apostel Paulus bei seiner Reise nach Rom beinahe Schiffbruch erlitten haben. Daran erinnert das Kirchlein Agios Pavlos in der Nähe des Strandes von Agios Ioannis. Auch die Sarazenen mischten sich im frühen Mittelalter in die Geschicke der Insel ein, der Name des Strandes Sarakiniko lässt einen sarazenischen Unterschlupf vermuten.
Zu Zeiten des Byzantinischen Reiches (900 bis 1000) hatte die Insel über 8000 Einwohner und stellte drei Bischöfe und einen Erzbischof. 1207 bis 1665 folgten die Venezianer. Zu dieser Zeit, aber auch noch später, wurde die Insel Gozzo bzw. Gozzo di Candia genannt.

### Venedig (ca. 1204/11–1665)
Wie ein Dokument aus dem Jahr 1252 ausweist, gehörte Gavdos zum Gebiet von Canea (Chania), das in 90 Feudalgüter aufgeteilt wurde, von denen 75 den Siedlern, die Venedig dort ansetzte, vorbehalten bleiben sollten, während 15 unmittelbar der Republik Venedig unterstanden. Zu diesen Gütern zählten auch Gavdos und seine kleine Nachbarinsel. Doch im 14. Jahrhundert wurde es immer schwieriger, Gavdos und die dortigen venezianischen Feudalherren gegen die zunehmende Piraterie zu verteidigen, so dass die Insel, wie viele andere Inseln im östlichen Mittelmeer auch, unter den unmittelbaren Schutz des Staates gestellt wurden. Im Falle von Gavdos geschah dies spätestens 1337. Ende des 14. Jahrhunderts war die Insel dennoch bereits unbewohnt.

### Osmanen (1665–1898)
Die türkische Herrschaft über Gavdos war eine Folge der langen Belagerung und der schließlichen Eroberung Kretas. Sie dauerte von 1665 bis 1898. Neben Gavdos erscheint weiterhin der italienische Name „Gozzo“ für das Eiland. Auf der Insel befand sich ein Leuchtturm. Während dieser Periode sank die Bevölkerungszahl bis auf ca. 500 Einwohner im Jahr 1882. Angeblich, so eine britische Untersuchung, habe sich die Armut um 1910 darin niedergeschlagen, dass die Männer auf der Insel nur 1,634 m groß waren, während die Sphakioten auf Kreta 1,711 m maßen. Die Encyclopaedia Britannica (1890, 1898) vermerkt auf der Insel etwa 70 Familien. Eine etwas ausführlichere Beschreibung liefert Thomas Abel Brimage Spratt in seinen Travels and Researches in Crete von 1865. Er schreibt, die etwa 70 Familien hätten sich auf drei oder vier „hamlets“ und einzelne Höfe verteilt, wobei der Boden Sfakioten von Kreta gehörte (S. 275). Dabei stellt er für diese Zeit typische Ursachenverhältnisse unter dem Verdikt ökonomischer und rassistischer Vorannahmen her, wenn er glaubt: „They are primitive in their habits and ideas, and moreover are without enterprise and energy, a mixed and degenerate race“ (S. 276). Und so deutet er das nackte Hinüberschwimmen der Bewohner zu seinem Schiff auch analog zum Verhalten der „uncivilized natives of the Pacific islands“. Im äußersten Nordwesten machte er „Hellenic remains“ aus, von wo er sich eine, wenn auch kopflose, kolossale Frauenstatue aneignete, von der er behauptet, sie später dem British Museum übergeben zu haben (S. 276 f.). Die Stadt hielt er für klein, zumal keinerlei Münzen überliefert wären. Nach „Dr Cramer (vol. iii, S. 376)“ habe dort im Mittelalter ein Bistum bestanden.

### Zugehörigkeit zu Griechenland (ab 1898): Griechische Verbannungsinsel, deutsche Besetzung

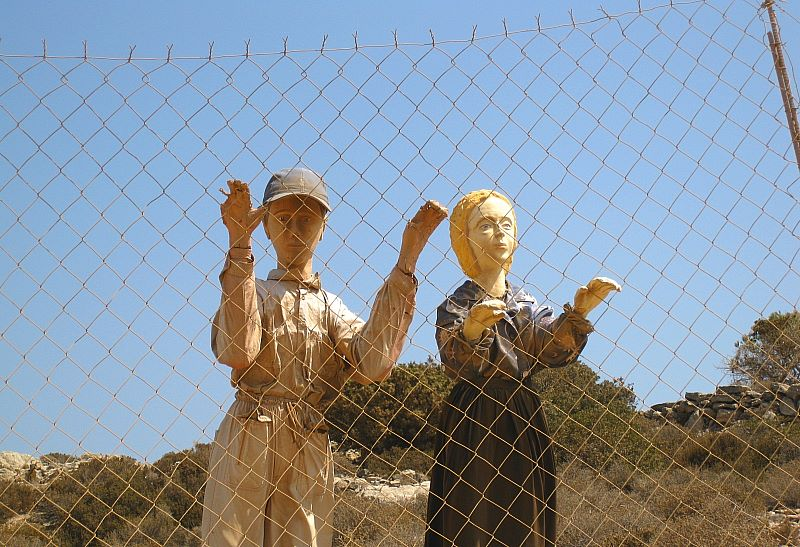
Gefangen
Am Weg nach Vatsiana / Gavdos

Zusammen mit Kreta gelangte auch Gavdos an Griechenland. In den 1930er Jahren (unter der Metaxas-Diktatur) wurden zahlreiche Kommunisten auf die Insel verbannt, zeitweise waren mehr als 250 Menschen auf Gavdos untergebracht, darunter führende Personen der griechischen kommunistischen Bewegung wie Markos Vafiadis und Aris Velouchiotis.
Im Zweiten Weltkrieg war Gavdos wie auch Kreta von deutschen Truppen besetzt, der alte Leuchtturm bei Ambelos wurde 1941 von Stukas zerbombt (und Anfang der 2010er Jahre komplett wieder aufgebaut). Es handelte sich wegen der Steilküste um den höchsten Leuchtturm im östlichen Mittelmeer und einen wichtigen Anhaltspunkt für britische Schiffe und U-Boote, die von Süden her den kretischen Widerstand unterstützten und mit Waffen belieferten.

### Landflucht (ab den 1950er Jahren)
Die Landflucht, die in anderen Teilen Griechenlands erst in den 1960ern begann, fing auf Gavdos schon in den 1950er Jahren an: Gavdioten tauschten ihren Landbesitz auf ihrer Insel gegen ehemals türkischen auf Kreta, nachdem dieser dort verstaatlicht worden war. Auf Kreta entstanden so Gemeinschaften ehemaliger Gavdioten – Gavdiotika – beispielsweise im Gavdos-Viertel in Paleochora. Die Schafherden auf Gavdos gehören vielfach Eigentümern auf Kreta, insbesondere aus Sfakia, die ihre Herden auch auf Kretas Küstenebenen weiden.

### Name
Gavdos wurde unter verschiedenen anderen Namen bekannt. Zum Beispiel erscheint Gavdos in der biblischen Erzählung von Apostel Paulus Reise nach Rom als Klauda bzw. Cauda (Καῦδα). Die Insel war auch als Cauda durch den römischen Geographen Pomponius Mela beschrieben und als Gaudos durch Plinius d. Ä. Ptolemäus sprach von Claudos (Κλαῦδος). Die Insel wurde auch als Gozzo bekannt. Der Venezianer nannten die Insel Gotzo, vielleicht in Nachahmung der Malteserinsel Gozo. Vom 17. bis ins 19. Jahrhundert wurde die Insel als Gondzo bekannt. Der türkische Name von Godzo war Bougadoz.

## Politik
1996 kam Gavdos kurzfristig in die politische Diskussion auf europäischer Ebene, als ein Vertreter der Türkei bei der NATO in Brüssel die Gebietshoheit Griechenlands über die Insel in Zweifel zog. Das ist im Zusammenhang zu sehen mit Veröffentlichungen der türkischen Militärakademie, in denen der Status von fast 100 griechischen Inseln hinterfragt wird (darunter auch bedeutende wie Kalymnos). Allerdings liegen die meisten dieser Inseln in der Nähe des türkischen Festlandes. Hintergrund des Konfliktes sind unterschiedliche Ansichten der beiden Länder, wie der Festlandsockel oder Kontinentalschelf im Bereich Griechenlands festzulegen sei.

## Wirtschaft und Infrastruktur

### Bevölkerung und Einrichtungen
Gavdos hat ca. 50 ganzjährige Einwohner (Stand Sept. 2006), laut Volkszählung von 2011 sind jedoch 95 Menschen auf Gavdos mit Hauptwohnsitz gemeldet und in die Wählerlisten eingetragen.
Im Insel-Hauptort Kastri gibt es eine Arztstation sowie eine Volksschule, die – laut Aussagen von Einheimischen – im Sommer 2006 von drei Kindern besucht wurde. Ein Arzt wird vom griechischen Staat auf die Insel geschickt. In Notfällen kann er einen Hubschrauber anfordern. In Kastri befindet sich ebenfalls das Verwaltungsbüro der zum Regionalbezirk Chania gehörenden Inselgemeinde. Nahe dem Hafen Karave gibt es eine neugebaute Polizeistation für zwei Polizeibeamte.
Die Müllentsorgung der Insel wird heute zum Teil per Schiff durchgeführt, Abwasser wird ausschließlich in Sickergruben aufgefangen. Mit EU-Geldern wurde nahe Sarakiniko ein Amphitheater erbaut, das ca. 300 Menschen fassen kann. Ein Touristikunternehmen versucht, ein privates Freiluftkino zu betreiben. Gavdos hat eine eigene Radiostation (FM 88.8), deren Programm in großen Teilen der Südküste Kretas empfangen werden kann und dort recht bekannt ist.
Es gibt einige kleine natürliche Süßwasserquellen, zum Beispiel bei Korfos, Agios Pavlos und Agios Georgios hinter dem Zedern-Wacholderwald Kedres. In jüngster Zeit wird versucht, den steigenden Wasserbedarf durch Bohrungen zu decken. Die Insel ist reich an Grundwasser. Am Strand von Lavrakas von wilden Campern gegrabene Brunnen geben beispielsweise Trinkwasser in befriedigender Qualität. Das meiste agrarisch genutzte Wasser wird jedoch nach wie vor in Zisternen aufgefangen.

### Primärer Sektor
Tierhaltung, Feld- und Gartenbau sind nach wie vor – zumindest vom Zeitaufwand her – Haupterwerb vieler der wenigen ständigen Inselbewohner und stellen das größte Betätigungsfeld in der kälteren Jahreszeit.
Olivenbäume werden nur an zwei Stellen auf der Insel kultiviert, der vorherrschende Kiefernbewuchs vermittelt einen gänzlich anderen Eindruck als auf der Nachbarinsel Kreta, auf der die Ölbäume das Landschaftsbild bestimmen.

### Touristische Entwicklung

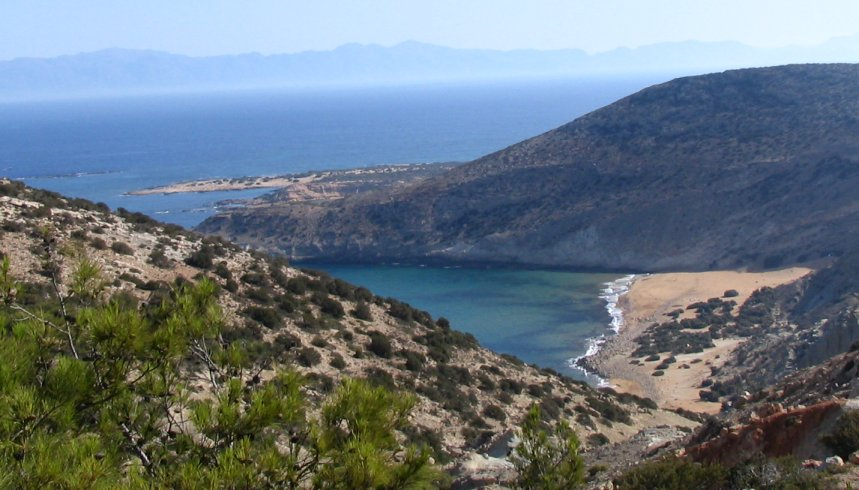
Strand der Potamos-Bucht
Im Hintergrund die bei klarem Wetter sichtbare Südküste von Kreta

Schon seit Ende der 1970er-Jahre war Gavdos Ziel von Rucksacktouristen, die zum Teil monatelang auf der Insel blieben und an den Stränden von Sarakiniko, Korfos oder Agios Ioannis lebten. An den ersteren beiden entstanden immer mehr provisorische, später „echte“ Tavernen, welche als Versorgungs- und Treffpunkte fungierten. Für fahrplangebundene Reisende kam Gavdos wegen des Risikos, aus Wettergründen keine passende Rückfahrt zu bekommen, nicht in Betracht.
Die deutliche Verbesserung der Schiffsverbindungen, vor allem nach Chora Sfakion, hat die Situation verändert, die wellen-gefährdete Mole ist ersetzt, die Schiffe sind größer und seetauglicher, zur Saison fahren an fünf Tagen der Woche Schiffe nach Kreta. Der überwiegende Teil der Passagiere sind im Jahr 2006 Tagestouristen, welche die nur noch anderthalbstündige Überfahrt zu einem Kurzbesuch der kleinen Insel nutzen. Die meisten fahren mit einem der Minibusse zu einem bestimmten Strand – respektive zu einer bestimmten Taverne –, wo sie ihren kurzen Aufenthalt auf Gavdos verbringen.
Brunnenbohrungen haben Zimmervermietung mit fließendem Wasser möglich gemacht, abends produzieren Generatoren Strom. Mangels Zugänglichkeit widersetzt sich der Strand von Agios Ioannis dieser Entwicklung, dafür ist er jährlich im August zum Ziel tausender junger Griechen geworden, die hier das Strandidyll der 70er Jahre fortsetzen. Dabei wird ein deutlich gehobeneres Umweltbewusstsein demonstriert. Der große Strand ist nach wie vor sehr sauber.

### Containerhafen-Pläne
Siehe unter der Nachbarinsel Gavdopoula.

### Verkehr
Ganzjährig gibt es eine wöchentliche Schiffsverbindung nach Paleochora, bei entsprechender Wetterlage auch mit der Autofähre „Daskalogiannis“. Während der Sommer-Saison gibt es zusätzliche Schiffsverbindungen nach Agia Roumeli und Chora Sfakion (bis zu viermal wöchentlich), unregelmäßig auch nach Plakias. Bei stürmischer See können auch die regelmäßigen Verbindungen tagelang ausfallen. Für medizinische Notfälle oder VIP-Besuche gibt es einen Heliport nördlich von Metochi. Gavdos’ Hafen Karave (gr. Καραβέ) befindet sich an der Ostküste der Insel. Er wurde jüngst mit Hilfe von EU-Geldern gut ausgebaut und bietet nun ganzjährig sehr guten Schutz.